# Gouverneurswahl in Massachusetts 1915
Die Gouverneurswahl in Massachusetts 1915 fand am 2. November 1915 statt, um den Gouverneur sowie den Vizegouverneur des US-Bundesstaates Massachusetts für das nächste Jahr zu bestimmen. Als neuer Gouverneur wurde der Republikaner Samuel W. McCall gewählt, der sich mit 47,0 % der Stimmen gegen den demokratischen Amtsinhaber David l. Walsh durchsetzen konnte.

## Vorwahlen

### Demokraten
| Kandidat                   | Amt                             | Stimmen | Anteil |
| -------------------------- | ------------------------------- | ------- | ------ |
| David I. Walsh             | Amtsinhaber                     | 74.442  | 95,8 % |
| Frederick Simpson Deitrick | Ehemaliger Kongressabgeordneter | 3.255   | 4,2 %  |

| Kandidat        | Amt                       | Stimmen | Anteil |
| --------------- | ------------------------- | ------- | ------ |
| Edward P. Barry | Ehemaliger Vizegouverneur | 69.139  | 100 %  |
| Sonstige        |                           | 9       | 0 %    |

### Republikaner
| Kandidat           | Amt                             | Stimmen | Anteil |
| ------------------ | ------------------------------- | ------- | ------ |
| Samuel W. McCall   | Ehemaliger Kongressabgeordneter | 65.942  | 48,7 % |
| Grafton D. Cushing | Amtierender Vizegouverneur      | 59.799  | 44,1 % |
| Eugene Foss        | Ehemaliger Gouverneur           | 9.775   | 7,2 %  |
| Sonstige           |                                 | 5       | 0 %    |

| Kandidat        | Amt                            | Stimmen | Anteil |
| --------------- | ------------------------------ | ------- | ------ |
| Calvin Coolidge | Präsident des Staatssenats     | 74.592  | 59,7 % |
| Guy Andrews Ham | Mitglied im Governor‘s Council | 50.401  | 40,3 % |
| Sonstige        |                                | 4       | 0 %    |

## Ergebnisse

### Gouverneur
| Partei                 | Kandidat           | Stimmen | Anteil | Veränderung |
| ---------------------- | ------------------ | ------- | ------ | ----------- |
| Republikanische Partei | Samuel W. McCall   | 235.863 | 47,0 % | ▲3,6        |
| Demokratische Partei   | David l. Walsh     | 229.550 | 45,7 % | ▼0,2        |
| Prohibition Party      | William Shaw       | 19.567  | 3,9 %  | ▲2,7        |
| Socialist Party        | Walter S. Hutchins | 8.740   | 1,7 %  | ▼0,4        |
| Progressive Party      | Nelson B. Clark    | 6.969   | 1,4 %  | ▼5,6        |
| Socialist Labor Party  | Peter O’Rourke     | 1.456   | 0,3 %  | ▼0,2        |
| Sonstige               |                    | 1       | 0 %    | ▬           |

### Vizegouverneur
| Partei                 | Kandidat            | Stimmen | Anteil |
| ---------------------- | ------------------- | ------- | ------ |
| Republikanische Partei | Calvin Coolidge     | 255.542 | 52,1 % |
| Demokratische Partei   | Edward P. Barry     | 203.348 | 41,5 % |
| Prohibition Party      | Alfred H. Evans     | 14.188  | 2,9 %  |
| Socialist Party        | Samuel P. Levenberg | 9.034   | 1,8 %  |
| Progressive Party      | Chester R. Lawrence | 4.905   | 1,0 %  |
| Socialist Labor Party  | James Hayes         | 3.194   | 0,7 %  |
| Sonstige               |                     | 2       | 0 %    |